# Rosemarie Seidler
Rosemarie Seidler (* 5. Juli 1960) ist eine deutsche Tischtennisspielerin. Bei Deutschen Meisterschaften der Erwachsenen gewann sie eine Bronzemedaille.

## Werdegang
Rosemarie Seidler begann mit dem Tischtennissport beim Verein TTC Aggertal. Erste Erfolge erzielte sie bereits in der Jugend. So siegte sie 1975 Im Bundesranglistenturnier der Schülerinnen, 1977 wurde sie 1977 Sieger im Doppel mit Monika Stork bei den Deutschen Meisterschaften der Mädchen.
Bei den Erwachsenen gehörte sie zur Damenmannschaft des SSV Hagen, die 1982 in die 1. Bundesliga aufstieg. Nach einjährigen Gastspiel beim Bundesligisten Post SV Düsseldorf wechselte sie  zu den Reinickendorfer Füchsen, wo sie mit der Mannschaft Meister der 2. Bundesliga Nord wurde. Zu ihren größten Erfolgen zählt der Gewinn der Bronzemedaille im Doppel mit Irene Haase bei der Deutschen Meisterschaft 1985.

## Turnierergebnisse
| Verband | Veranstaltung                   | Jahr | Ort        | Land | Einzel | Doppel | Mixed  | Team |       |
| ------- | ------------------------------- | ---- | ---------- | ---- | ------ | ------ | ------ | ---- | ----- |
| GER     | Bundesranglistenturnier Schüler | 1975 | Langenfeld | GER  | Gold   |        |        |      | [ 6 ] |
| GER     | Mädchen-DM                      | 1975 | Heddesheim | GER  |        | Silber |        |      | [ 4 ] |
| GER     | Mädchen-DM                      | 1976 | Itzehoe    | GER  |        | Silber |        |      | [ 4 ] |
| GER     | Mädchen-DM                      | 1977 | Raunheim   | GER  | Silber | Gold   | Silber |      | [ 4 ] |
| GER     | Mädchen-DM                      | 1978 | Wolfsburg  | GER  |        | Bronze |        |      |       |